# Projet A119

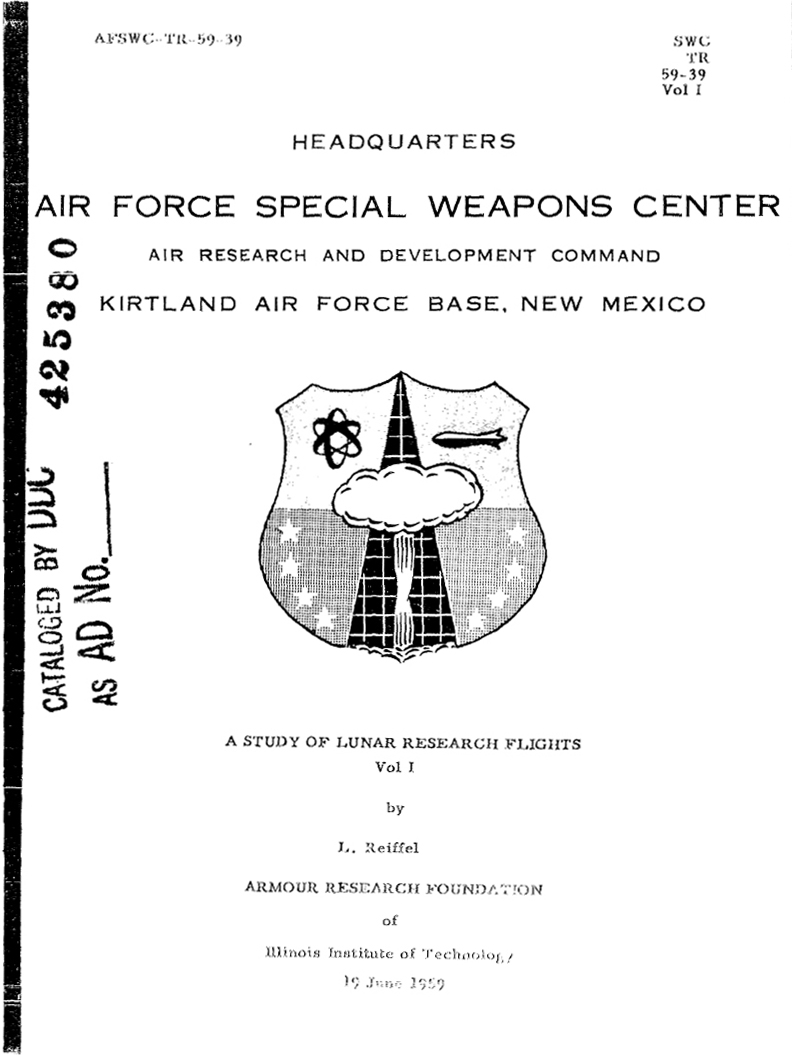
Le projet A119.

Le projet A119 (anglais : Project A119), aussi appelé A Study of Lunar Research Flights (« Étude sur les vols de recherche lunaires ») est un projet secret mis au point à la toute fin des années 1950 par l'United States Air Force et dont l'objectif était de faire exploser une bombe nucléaire sur la Lune.

## Histoire
Le projet avait pour but de démontrer la puissance des forces armées et de stimuler le moral de la population des États-Unis, atteint par les succès de l'Union des républiques socialistes soviétiques au début de la course à l'espace. 
Le projet A119 est abandonné en janvier 1959, sans avoir jamais été mis en œuvre, principalement à cause d'un probable rejet de la part de l'opinion publique et d'un risque important pour l'humanité en cas de destruction en vol du missile.
Les documents du projet sont restés secrets pendant près de 45 ans et son existence n'a été révélée qu'au début des années 2000 par un ancien responsable de la National Aeronautics and Space Administration (NASA), Leonard Reiffel (en),  qui dirigeait le projet en 1958. Les documents révèlent entre autres que Carl Sagan et Gerard Kuiper ont fait partie de l'équipe chargée notamment de prévoir les effets d'une explosion nucléaire dans un environnement à faible gravité.
Malgré les révélations de Reiffel, le gouvernement américain n'a jamais officiellement reconnu son implication dans cette étude.

## Projet E4 (homologue soviétique)
Le projet E4 est un projet de même nature développé parallèlement par l'URSS. Il a été abandonné pour des raisons similaires, ainsi que pour les dangers qu'un éventuel échec du lancement aurait fait courir aux populations civiles.